# Проти природи?
Проти природи? (англ. Against Nature?) — виставка, присвячена гомосексуальності у тварин, яка проводилася з 12 жовтня 2006-го по серпень 2007 року в музеї історії природи Університету Осло, Норвегія. Ця виставка стала першою в своєму роді і показувала прояви гомосексуальності у тваринному світі, її форми і роль в житті тварин.
На виставці були представлені опудала тварин, серед яких зустрічається гомосексуальність, фотографії, на яких показані гомосексуальні акти у тварин — наприклад, у китів та жирафів. Згідно із заявою музею, однією з основних цілей виставки було спростування дуже поширеного аргументу, що гомосексуальність — це відхилення від природної поведінки.
Виставка підтримувалася підрозділом Уряду Норвегії, відповідальним за музеї, бібліотеки, архіви. Ця підтримка надавалася в рамках програми «Прорив», яка заохочує музеї та бібліотеки проводити дослідження і виставки на теми, які викликають полеміку і вважаються забороненими.
В цілому виставка була доброзичливо сприйнята відвідувачами музею, хоча були і ворожо налаштовані групи людей, які вважали її «пропагандою гомосексуальності».
Петтер Бокман, зоолог, який допоміг організувати виставку, визнав, що в неї «є політичний мотив».